# Gare de Fretin
Gare de Fretin – przystanek kolejowy w Fretin, w departamencie Nord, w regionie Hauts-de-France, we Francji. Jest zarządzana przez SNCF (budynek dworca) i przez RFF (infrastruktura).
Przystanek jest obsługiwana przez pociągi TER Nord-Pas-de-Calais.

## Położenie
Przystanek znajduje się na linii Fives – Hirson, w km 10,252, pomiędzy stacjami Lesquin i Ennevelin, na wysokości 33 m n.p.m.

## Linie kolejowe
- Fives – Hirson